# Æltemaskine
En æltemaskine er et teknisk hjælpemiddel til blanding eller æltning af forskellige substanser til en dej af en hensigtsmæssig og anvendelig konsistens. Æltemaskiner finder først og fremmest industriel anvendelse, men også mange almindelige køkkenmaskiner er forsynet med ekstraudstyr i form af speciel udformede metalarme, som kan anvendes til æltning. 
Æltemaskiner bliver for eksempel brugt til at blande ingredienserne til brød- eller kagedej.
Derudover anvendes æltemaskiner i vid udstrækning inden for såvel mejeriindustrien som inden for den farmaceutiske, kosmetiske og kemiske industri.